# Amaurocorini
Amaurocorini – plemię pluskwiaków z podrzędu różnoskrzydłych, rodziny ziemikowatych i podrodziny Sehirinae. Obejmuje pięć opisanych gatunków, zgrupowanych w trzech rodzajach.

## Morfologia i zasięg
Pluskwiaki o ciele z wierzchu lekko lub umiarkowanie wypukłym. Głowa ich ma pięcioczłonowe czułki, przyoczka oraz wyposażone w pojedynczą szczecinkę szczytową oczy złożone. Płytki żuwaczkowe mają pierwotne i wtórne chetopory rozmieszczone w kompletnym lub niekompletnym szeregu przykrawędziowym. Szersze niż dłuższe przedplecze ma wzdłuż krawędzi szereg chetoporów z licznymi, długimi szczecinkami. Dłuższa niż szeroka, silnie powiększona tarczka ma zaokrąglony wierzchołek. Półpokrywy mają wyraźne przykrywki, wyodrębnione międzykrywki, egzokoria i mezokoria oraz wyraźnie wykształcone zakrywki. Wzdłuż krawędzi kostalnych półpokryw rozmieszczone są liczne, długie szczecinki. Gruczoły zapachowe zatułowia mają ujścia z wierzchołkami wykształconymi płatowato, lejkowato lub przekształconymi w podłużne wyniosłości.  Odnóża są smukłe. Stopy osadzone są na goleniach wierzchołkowo i mają człon drugi cieńszy od pierwszego i trzeciego. Sternity odwłoka od trzeciego do siódmego zaopatrzone są w po dwa trichobotria ustawione w poprzecznych parach za przetchlinkami.
Przedstawiciele plemienia zamieszkują palearktyczną Afrykę Północną, południe krainy etiopskiej, południe palearktycznej Azji oraz północne skraje krainy orientalnej.

## Taksonomia
Takson ten wprowadzony został w 1963 roku przez Eduarda Wagnera. Bywał traktowany w randze podrodziny Amaurocorinae. Obejmuje pięć opisanych gatunków, zgrupowanych w trzech rodzajach:
- Amaurocoris Stål, 1865
- Angra Schumacher, 1913
- Linospa Signoret, 1881